# Factio
Als factio (lateinisch, Plural factiones) wurden im Römischen Reich zwei Formen von Zusammenschlüssen bezeichnet. Einerseits handelte es sich um informelle politische Verbindungen von Interessengruppen in der Römischen Republik, andererseits um Organisationen, die in der Kaiserzeit die Infrastruktur zum Betrieb der Zirkusspiele stellten.

## Republik
Zunächst wurden als factiones Zusammenschlüsse von in der Regel hochrangigen Personen bezeichnet, die dadurch gemeinsame Ziele durchsetzen wollten. Diese Verbindungen konnten temporärer oder dauerhafter Natur sein. In der späten Republik bekam der Begriff einen pejorativen Charakter im Sinne von „Klüngel“ oder „Koterie“ von oligarchischen Kräften. Den Zusammenschlüssen haftete oft der Vorwurf der moralischen Minderwertigkeit an. In der Praxis konnten verschiedene Gruppen gemeint sein, so politische Mitläufer, Verschwörer wie Lucius Sergius Catilina und dessen Mitverschwörer, aber auch Zusammenschlüsse wie der Gaius Iulius Caesars, Gnaeus Pompeius Magnus’ und Marcus Licinius Crassus’ im ersten Triumvirat. Marcus Tullius Cicero bezeichnete die Optimaten in ihrer Gesamtheit als factio.
Grundsätzlich waren derartige Verbindungen nichts Anstößiges. Neben amicitia und clientela waren die factiones eine der Säulen der römischen Politik. In der Zeit nach dem Krieg gegen Hannibal begannen sich diese Zusammenschlüsse herauszubilden, doch veränderten sie in der späten Republik ihre Form und waren somit ein augenfälliges Zeichen der Krise der Römischen Republik. Mit dem Untergang der Republik fanden auch die politischen factiones ihr Ende.

## Kaiserzeit

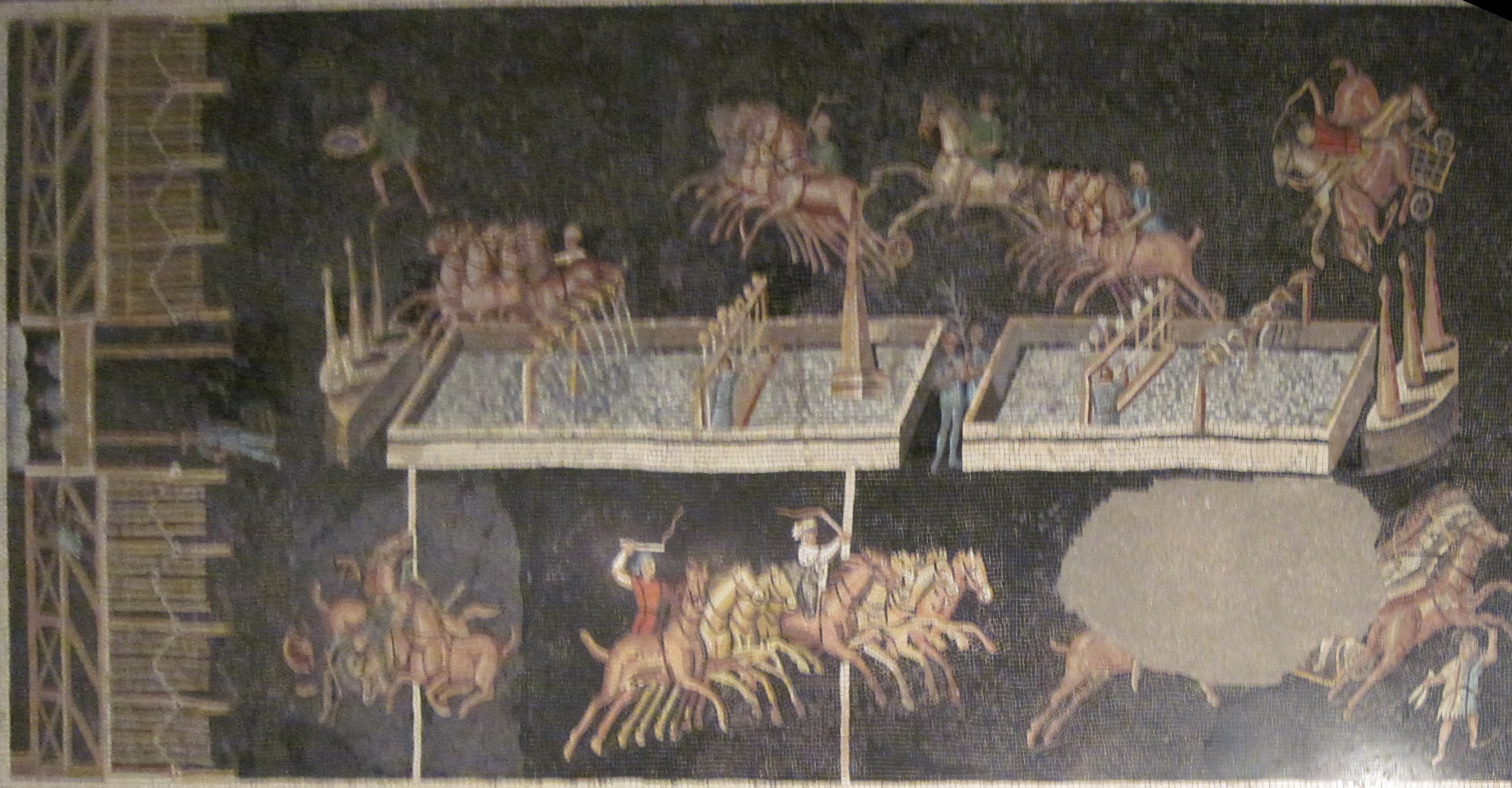
Pferderennen mit Teilnehmern aller vier Farben auf einem antiken römischen Mosaik aus Lyon

In der Kaiserzeit vollzog sich schnell ein völliger Bedeutungswandel des Begriffes. Nun waren es nicht mehr politische Gruppen, sondern Zusammenschlüsse von Rittern, ohne die die Zirkusspiele nicht durchführbar gewesen wären, wenngleich dadurch wiederum politischer Einfluss erwuchs. Sie stellten alles für die Spiele Benötigte – von Pferden, Wagen und Wagenlenkern bis hin zu weiterem Personal und Sachleistungen – zur Verfügung. Die Direktoren der Zusammenschlüsse wurden domini factionum genannt. Sie waren sehr einflussreich und konnten noch bis in die Regierungszeit des Kaisers Nero hinein den Spielgebern die Bedingungen der Austragungen vorschreiben. Es gab vier konkurrierende Zusammenschlüsse, die an ihren Farben erkennbar waren: venetus (blau), prasinus (grün), russatus (rot) und albatus (weiß). Domitian führte mit purpureus (purpur) und aureus (gold) zwei weitere Farben ein, die sich aber nicht durchsetzen konnten und nach seinem Tod wieder verschwanden. Die vier traditionellen Farben der römischen Wagenlenker wecken außerdem Assoziationen zu den vier apokalyptischen Reitern; denn diese tragen die Farben weiß, rot, schwarz und grünlich.
Zunächst war die Anhängerschaft nicht an eine der Farben wie in der sehr späten Kaiserzeit und dem frühbyzantinischen Reich an die Zirkusparteien gebunden, sondern vergaben ihre Gunst frei. Einzig am Kaiserhof bildeten sich feste Zirkusparteien heraus. Sowohl die Tuniken des Wagenlenkers als auch die Wagenkästen waren in den Farben der factiones gehalten und damit leicht erkennbar. Noch im 2. Jahrhundert holten sich siegreiche Wagenlenker wie Gutta Calpurnianus und Gaius Appuleius Diocles ihre Siegespalmen in allen vier Farben gewandet ab.
Zunächst waren die Rennen in der augusteischen Zeit weitestgehend den Liebhabern und Kennern der Pferderennen vorbehalten, das einfachere Volk vergnügte sich bei anderen Veranstaltungen. Seit der Herrschaft Caligulas wurden sie zu einem bedeutenden Bestandteil der stadtrömischen Unterhaltung, ja zu stetigen Sensationen. Obwohl die Spiele seit der Königszeit durchgeführt wurden, erwähnte erst Plinius der Jüngere nach den erhaltenen Quellen erstmals die factiones und die Farben. Zu seiner Zeit hatte sich das Verhältnis des Publikums zum Spektakel schon stark verändert. Mittlerweile interessierte die Zuschauer nicht mehr die Schnelligkeit eines Pferdes oder das Geschick eines Wagenlenkers, sondern die Farbe des Gespanns, der pannus (der Lappen, das Trikot). Sie entschieden über ihre Zugehörigkeit zu einer Farbe nicht objektiv, sondern nach Gefühl. Zu Zeiten des Plinius war die Gunst wohl noch einigermaßen gleichmäßig unter den Farben verteilt. Später änderte sich das und blau und grün wurden die vorherrschenden Farben, was wahrscheinlich an einer zufälligen Vorliebe der Kaiser lag. Nero trug als Wagenlenker beispielsweise eine malachitgrüne Tunika. Die in den Hintergrund getretenen Farben weiß und rot wechselten zunächst frei in ihrer Zuordnung zu blau und grün, spätestens in Konstantinopel wurde die weitere Nachfolge – rot auf grün und weiß auf blau – endgültig festgelegt. In dieser Zeit wurde die Organisation auch von den selbstständigen factiones zu kaiserlich-staatlichen Betrieben und letztlich Dienstleistern umgestaltet. Im 4. Jahrhundert war diese Entwicklung abgeschlossen. Spätestens zu dieser Zeit war es nicht mehr möglich, dass ein so wichtiges Element des Staates wie die Spiele in der Hand von Privatleuten lagen.
Der Codex Theodosianus zeigt, dass die Regelungen nach der Umwandlung in Staatsbetriebe sehr strikt waren, etwa im Umgang mit ausgemusterten Pferden, der Namensgebung oder der Futterlieferungen. Seit dem späten dritten Jahrhundert konnten mehrfach siegreiche Wagenlenker Karriere in den factiones machen, bis hin zum dominus factionis. Als Dienstleister für den Staat werden die factiones nun auch nicht mehr so oft in den Quellen erwähnt. Häufiger werden die von den factiones betriebenen stabula, die „Rennställe“, genannt. Die kleineren von ihnen waren in der regio IX beim Circus Flaminius angesiedelt. Seit Konstantin I. wurde das System der Farben in die neue Hauptstadt Konstantinopel übernommen. Ebenso wurden für beide Farben zwei Ställe, das dihippion im Norden des Hippodroms, erbaut. In den byzantinischen Quellen erscheint der Begriff factiones jedoch nicht mehr, da sie nicht mehr existierten. Während das System der Zirkusparteien überdauerte, hatte sich die Form der Organisation und des Betriebes der Rennen und der dazugehörigen Infrastruktur komplett gewandelt.